# Catherine Jinks
Catherine Jinks (* 1963 in Brisbane, Australien) ist eine australische Autorin von Kinder- und Jugendbüchern.

## Leben
Catherine Jinks wuchs aufgrund der Anstellung ihres Vaters bei der Armee in Papua-Neuguinea auf. Nach ihrer Rückkehr nach Australien besuchte sie die Ku-ring-gai High School. Von 1982 bis 1986 studierte sie an der Universität von Sydney mittelalterliche Geschichte. Ihr erstes Buch „Pagans Crusade“ wurde im Jahre 1992 veröffentlicht. Sie gewann damit den Children’s Book Council of Australia (CBC). Im selben Jahr heiratete sie Peter Dockrill und zog nach Neuschottland. 1994 kehrte sie zurück nach Australien, seit 1998 lebt sie in New South Wales.

## Werk
Catherine Jinks hat durch ihre Buchreihe „Pagan“  Bekanntheit in Australien erlangt.
In Deutschland beruht ihre Bekanntheit auf den Science-Fiction-Büchern Teuflisches Genie und Teuflisches Team.

### Science Fiction/Phantastik

#### Cadel Piggott
- Teuflisches Genie, 2008, ISBN 3-426-50041-8, Evil Genius, 2005
- Teuflisches Team, 2009, ISBN 3-426-50111-2, Genius Squad, 2008
- Teuflischer Held, 2010, ISBN 3-426-50112-0, The Genius Wars, 2009

#### Einzelromane
- This Way Out, 1991
- The Future Trap, 1993
- An Evening With The Messiah, 1993
- Witch Bank, 1995
- Eye to Eye, 1998
- Piggy In The Middle, 1998
- What´s Hector McKerrow Doing These Days? / To Die For, 2000
- Der Auserwählte, 2005, ISBN 3-423-62206-7, The Rapture, 2001
- Bella Vista, 2001
- Spinning Around, 2004
- The Road, 2004
- Living Hell, 2007
- Babylonne, 2008
- Mit Zähnen und Klauen, 2012, ISBN 3-423-24885-8, The Abused Werewolf Rescue Group, 2009
- Blutsbande, 2009, ISBN 3-423-21355-8, The Reformed Vampire Support Group, 2009
- The Paradise Trap, 2011

### Andere Bücher
- Kleine Geheimnisse unter Freunden, 2006, ISBN 3-492-24745-8, Little White Secrets, 1997

### Historische Romane

#### Pagan Chronicles
- Pagan und die Tempelherren, 2003, ISBN 3-423-62136-2, Pagan´s Crusade, 1992
- Pagan in der Fremde, 2003, ISBN 3-423-62137-0, Pagan In Exile, 1994
- Pagan und die schwarzen Mönche, 2003, ISBN 3-423-62159-1, Pagan´s Vows, 1995
- Pagan in geheimer Mission, 2004, ISBN 3-423-62176-1, Pagan´s Scribe, 1996
- Pagan´s Daughter, 2006

#### Weitere
- Der Tod des Inquisitors auch: Der Inquisitor, ISBN 3-499-24378-4, The Inquisitor, 1999
- Der Notar von Avignon, 2003, ISBN 3-203-78570-6, The Notary, 2000
- The Gentleman´s Garden, 2002
- Die Ketzer von Narbonne, 2008, ISBN 3-499-24621-X, The Secret Familiar, 2006

### Kinderbücher

#### Allie’s Ghost Hunters
- Die Geisterschrift, Eglantine, 2002
- Eustace, 2003
- Eloise, 2004
- Elysium, 2007

#### Weitere
- The Secret of Hermitage Isle, 1997
- The Horrible Holiday, 1998
- The Stinking Great Lie, 1999
- You´ll Wake The Baby, 2000
- Daryl´s Dinner, 2002
- Kate and Cleo Move In, 2007